# Mollitrichosiphum syzygii
Mollitrichosiphum syzygii är en insektsart. Mollitrichosiphum syzygii ingår i släktet Mollitrichosiphum och familjen långrörsbladlöss. Inga underarter finns listade i Catalogue of Life.